# Gibering Bol Alima
Gibering Bol Alima est une personnalité politique camerounaise. Ingénieur agronome de formation, il  exerce des fonctions administratives puis politiques en tant que ministre, ambassadeur et député.

## Études
Né le 20 février 1942, à Mbanga dans la région du Littoral au Cameroun, il fait ses études secondaires au lycée général Leclerc à Yaoundé, où il obtient le Baccalauréat en mathématiques élémentaires en 1962. 
Admis ensuite à l' École Nationale Supérieure Agronomique, il obtient le diplôme d’ingénieur agronome en 1966. 
Entretemps, il obtient aussi le Certificat d’Études Supérieures en Sciences Physique à l’Université fédérale du Cameroun en 1965. 
En 1968, il est diplômé de l’ École supérieure d'agronomie tropicale de Nogent-sur-Marne en France. En 1969, il est diplômé de l’Orstom de Paris dans le domaine de l’Agronomie de recherche. Et pour clôturer ses études, il obtient le PHD. en Agronomie en 1978 à l’Université de Londres.

## Carrière

### Responsabilités administratives
Sur le plan administratif, Gibering Bol Alima occupe plusieurs postes : 
- Chef de la circonscription agricole du Haut-Nyong à Abong-Mbang (1966-1967)
- Directeur adjoint de l’ENSA (1970-1975)
- Codirecteur du projet FAO/ENSA (1973-1976)
- Directeur de l’ENSA (1975-1979)
- Directeur Général du Centre Universitaire de Dschang cumulativement avec ses fonctions de Directeur de l’ENSA à partir du 7 août 1978).

### Responsabilités politiques
Sur le plan politique :
- Ministre du plan et de l’industrie (12 avril 1983- 4 février 1984) [2]
- Ministre de l’Enseignement supérieur et de la recherche scientifique (4 février 1984 -24 août 1985)
- Ambassadeur du Cameroun au Royaume Uni (22 janvier 1987 – 5 octobre 1994) [3].

Il est par ailleurs membre du Comité central de l’UNC de 1980 à 1985, où il assume les fonctions de Secrétaire adjoint à la jeunesse. 
En mai 1997,  lors des Élections législatives camerounaises de 1997, il est élu député RDPC du Mbam-et-Inoubou à l’Assemblée Nationale jusqu’à son décès survenu le 30 juillet 1999 à l’hôpital Général de Yaoundé.

## Publications
- Valorisation et utilisation des ressources humaines au Cameroun, Dr Bol Alima Gibering, éditions Clé, Yaoundé, 1984.
- Études préliminaires sur les effets biologiques de la hauteur de coupe sur la croissance et le développement des Stylosauthes gracilis H.B.K.. Cahiers ORSTOM. Série Biologie, 1974, (23), p. 57-65.  (ISSN 0068-5208)[4].
- Étude au Laboratoire d’Adiopodoumé en Côte d’ivoire. ORSTOM, 1969, 85 p. multigr[5].